# Санто-Пьетро-ди-Тенда
Санто-Пьетро-ди-Тенда (фр. Santo-Pietro-di-Tenda, корс. Santu Petru di Tenda) — коммуна во Франции, находится в регионе Корсика. Департамент коммуны — Верхняя Корсика. Входит в состав кантона Верхний Неббио. Округ коммуны — Бастия.
Код INSEE коммуны — 2B314.

## Население
Население коммуны на 2008 год составляло 341 человек.
| 1962 | 1968 | 1975 | 1982 | 1990 | 1999 | 2008 |
| ---- | ---- | ---- | ---- | ---- | ---- | ---- |
| 523  | 540  | 316  | 286  | 291  | 332  | 341  |

## Экономика
В 2007 году среди 202 человек в трудоспособном возрасте (15—64 лет) 132 были экономически активными, 70 — неактивными (показатель активности — 65,3 %, в 1999 году было 55,9 %). Из 132 активных работали 119 человек (71 мужчина и 48 женщин), безработных было 13 (8 мужчин и 5 женщин). Среди 70 неактивных 10 человек были учениками или студентами, 26 — пенсионерами, 34 были неактивными по другим причинам.

## Фотогалерея

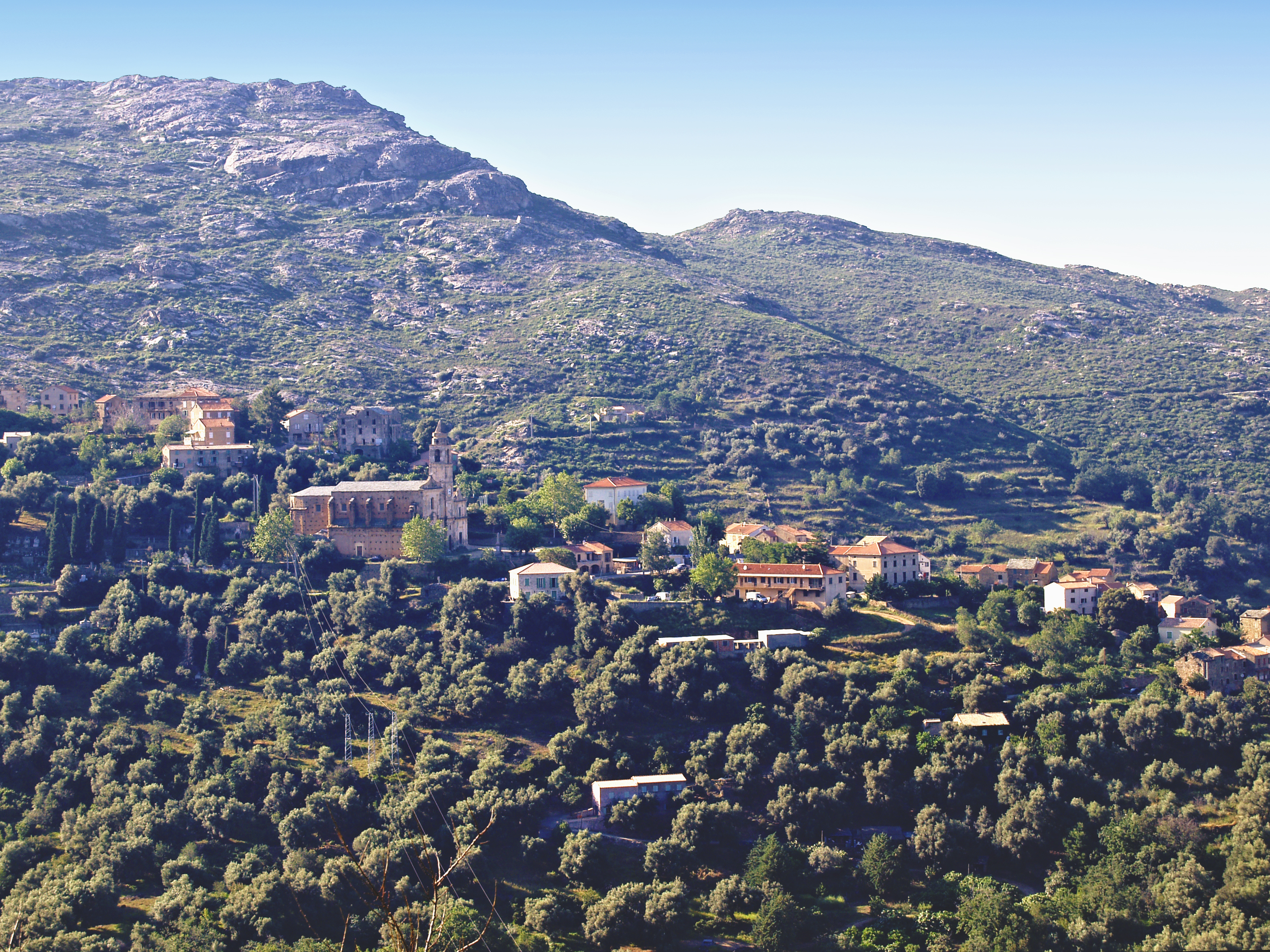
Санто-Пьетро-ди-Тенда
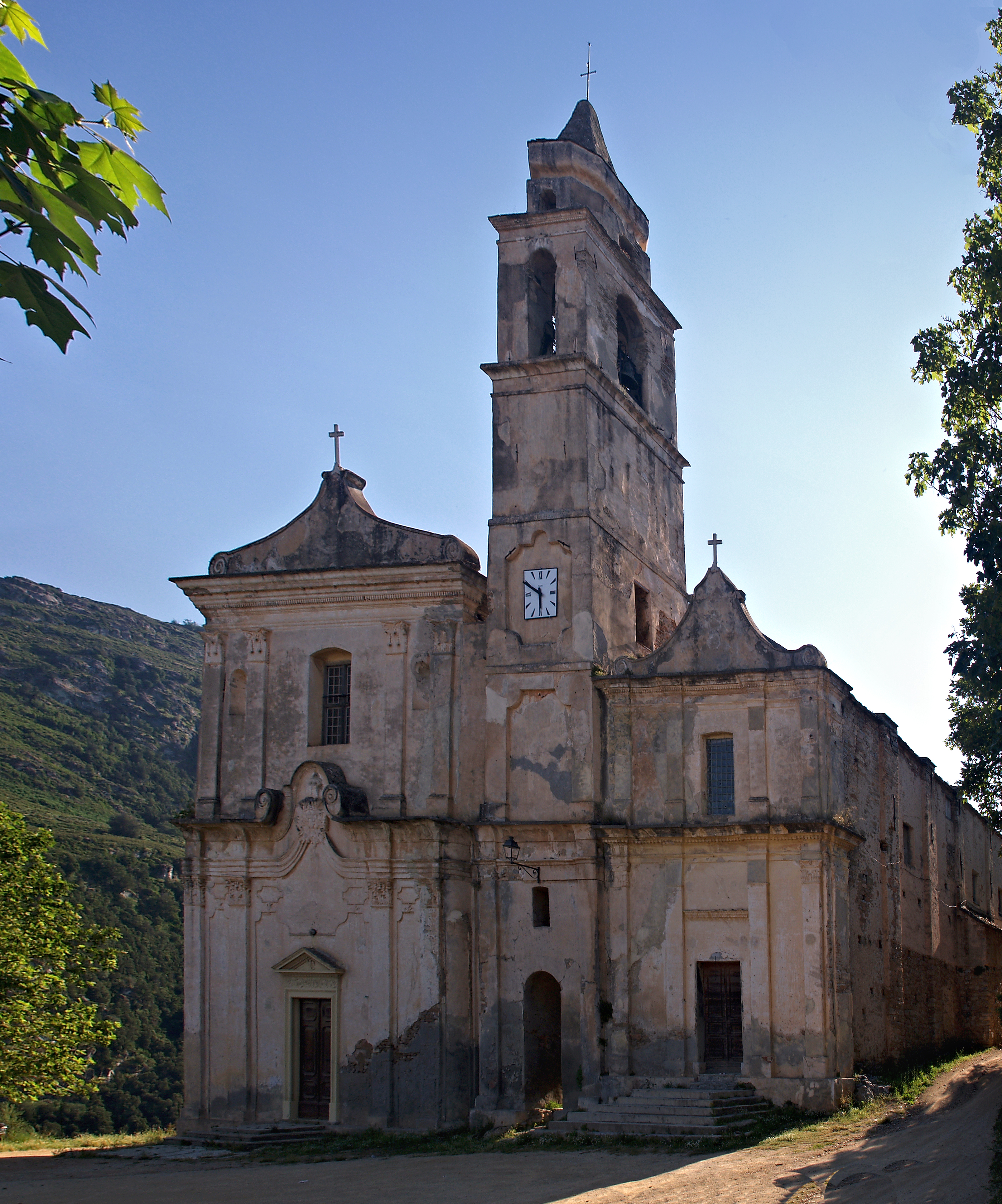
Церковь Иоанна Богослова
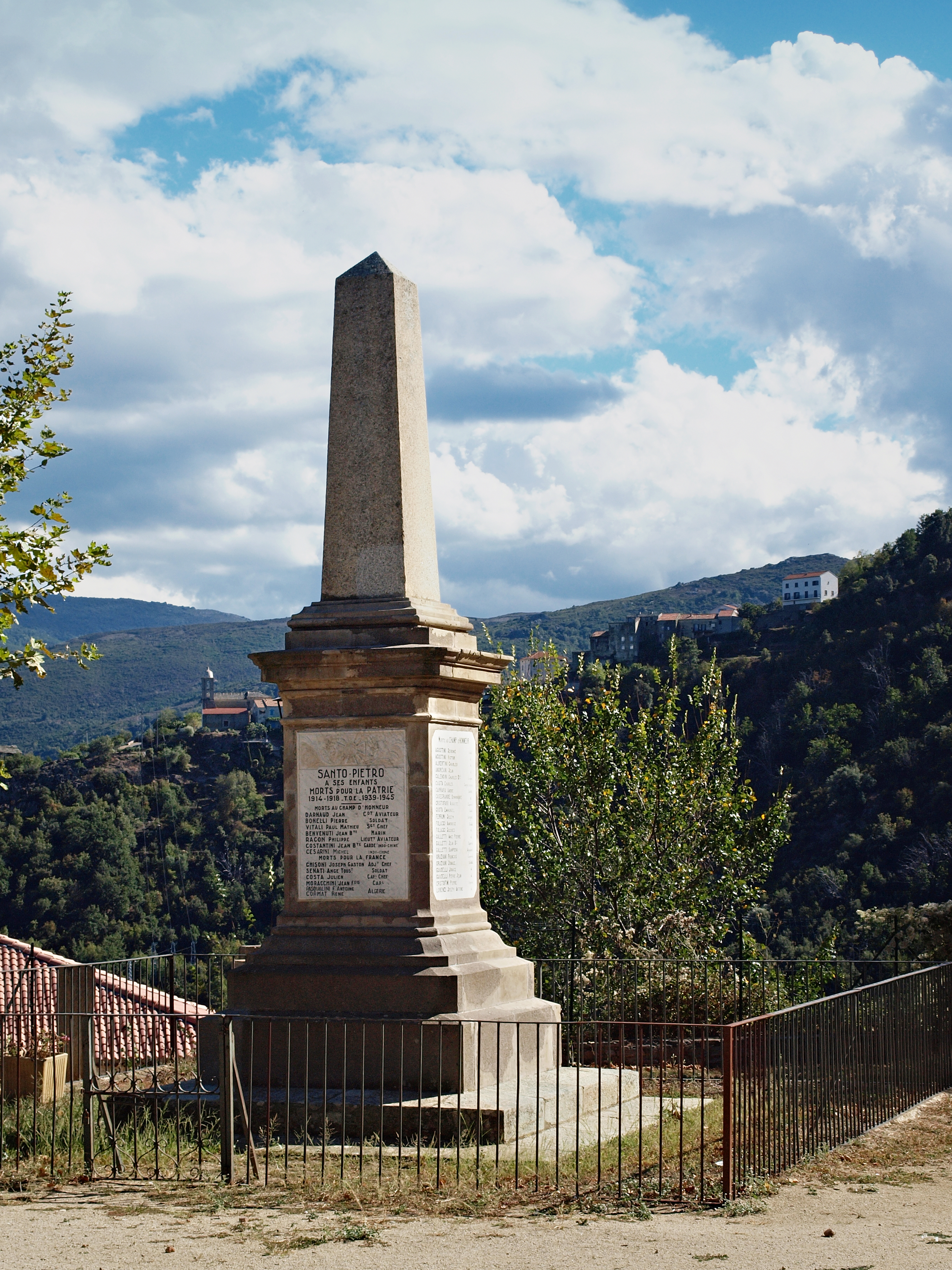
Военный монумент